# Cylicia inflata
Cylicia inflata är en korallart som beskrevs av Pourtalès 1878. Cylicia inflata ingår i släktet Cylicia, ordningen Scleractinia, klassen Anthozoa, fylumet nässeldjur och riket djur. Inga underarter finns listade i Catalogue of Life.